# Juliana Cardoso
Juliana Cardoso (São Paulo, 22 de outubro de 1979), é uma educadora, ativista dos movimentos sociais e sindical e política brasileira, filiada ao Partido dos Trabalhadores (PT). É deputada federal pelo Estado de São Paulo, eleita em 2022 com 125.517 votos.

## Biografia
É considerada uma referência na defesa dos direitos humanos e, por sua atuação nessa área, foi homenageada em 2017. Presidiu a Comissão de Direitos Humanos da Câmara Municipal de São Paulo.
De origem indígena, nasceu em Sapopemba, periferia da capital paulista, onde iniciou sua militância nas Comunidades Eclesiais de Base, ligada à Igreja Católica. Já pertenceu ao São Paulo Turismo, com formação profissional e cultural dos jovens através da organização do carnaval Paulistano.
Eleita vereadora em 2008, foi reeleita em 2012. Em 2016, com 34 mil votos, foi reconduzida à Câmara Municipal de São Paulo, sendo a única mulher eleita pelo PT.  Em 2020, foi reeleita para seu quarto mandato de vereadora de São Paulo.
Sua atuação na militância e na legislatura é em defesa dos direitos da criança e do adolescente, da mulher, à saúde, à moradia e à cultura popular.  Foi relatora da lei Nº 15.945, que criou o Programa Centro de Parto Normal - Casa de Parto e a lei Nº 15.248, que criou o Conselho Municipal dos Povos Indígenas. É de sua autoria o projeto objetiva permitir o aleitamento materno em creches.  Fundou o Prêmio Heleieth Saffioti, uma homenagem a quem se destacou pelos direitos das mulheres em São Paulo.

## Repercussões

### Voto pelo Aumento de Salário
Em dezembro de 2016 a Câmara Municipal propôs um aumento de 26,3% no salários dos vereadores. Juliana Cardoso votou à favor desse aumento. Em sua defesa, a vereadora alegou que particularmente era contra a proposta mas foi obrigada a votar pelo aumento por ordem do diretório municipal do Partido dos Trabalhadores (PT). 

### Discussão com Fernando Holiday
Em fevereiro de 2017 ,a vereadora trocou insultos no plenário com o vereador Fernando Holiday, após acusar assessores do mesmo de invadir e tumultuar uma reunião em seu gabinete. Ambos chegaram a pedir a cassação de mandato, mas a câmara arquivou os pedidos.

### Agressão da Guarda Civil
Em dezembro de 2017, durante um protesto contra o projeto Escola sem Partido, Juliana Cardoso foi agredida por membros da Guarda Civil Metropolitana.

## Desempenho Eleitoral
| Ano  | Eleição                | Partido | Cargo            | Votos   | %     | Resultado | Ref    |
| ---- | ---------------------- | ------- | ---------------- | ------- | ----- | --------- | ------ |
| 2008 | Municipal de São Paulo | PT      | Vereadora        | 30.607  | 0,51% | Eleita    | [ 12 ] |
| 2012 | Municipal de São Paulo | PT      | Vereadora        | 46.757  | 0,82% | Eleita    | [ 13 ] |
| 2016 | Municipal de São Paulo | PT      | Vereadora        | 34.949  | 0,65% | Eleita    | [ 14 ] |
| 2018 | Estaduais em São Paulo | PT      | Deputada Federal | 54.746  | 0,26% | Suplente  | [ 15 ] |
| 2020 | Municipal de São Paulo | PT      | Vereadora        | 28.402  | 0,56% | Eleita    | [ 16 ] |
| 2022 | Estaduais em São Paulo | PT      | Deputada Federal | 125.517 | 0,53% | Eleita    | [ 17 ] |